# Toulicia elliptica
Toulicia elliptica är en kinesträdsväxtart som beskrevs av Ludwig Radlkofer. Toulicia elliptica ingår i släktet Toulicia och familjen kinesträdsväxter. Inga underarter finns listade i Catalogue of Life.